# Фьючепоп
Фьючерпоп (англ. futurepop) — название музыкального направления, появившегося во второй половине 1990-х годов, смесь электро-индастриала с синти-попом и элементами клубной электронной музыки.

## История
Термин был придуман Ронаном Харрисом (Ronan Harris) из группы VNV Nation и Штефаном Гросом (Stephan Groth) из Apoptygma Berzerk, когда они пытались описать звучание своих групп.

## Характеристика
Как и в других направлениях электронной музыки, в фьючерпопе можно услышать преимущественно электронные музыкальные инструменты — синтезатор, драм-машину, секвенсер, семплер. Жанру свойственен «чистый», необработанный вокал, несущий мелодическую функцию. Остальные инструменты, в том числе и инструменты, традиционно несущие мелодическую или гармоническую функции, в фьючерпоп преимущественно несут ритмическую функцию. Фьючерпоп в подавляющем большинстве случаев играется в размере 4/4, в основе композиции обычно лежит фиксированная ритмическая конструкция, постепенно дополняющаяся новыми элементами. Часто можно услышать обычное разделение на вступление, куплеты, припевы, бриджи, проигрыши.
Крупнейшие мировые события, представляющие в том числе музыку фьючерпоп — фестивали Infest, Wave-Gotik-Treffen, Arvika Festival, M’era Luna и Amphi

## Представители жанра
- Angels & Agony
- Apoptygma Berzerk
- Assemblage 23
- Blume
- Client
- Code 64
- Colony 5
- Covenant
- Culture Kultür
- Endanger
- Frozen Plasma
- Ginger Snap5
- Icon of Coil
- Imperative Reaction
- Informatik
- Last Activity
- Massiv in Mensch
- Melotron
- Mental Discipline
- Mind.in.a.box
- NamNamBulu
- Neuroticfish
- Pride & Fall
- Rotersand
- Seabound
- Sero.Overdose
- Solar Fake
- Solitary Experiments
- State of the Union
- System Syn
- T.O.Y.
- Unity One
- VNV Nation